# Conclave del 1667
Il conclave del 1667 venne convocato a seguito della morte del papa Alessandro VII, avvenuta a Roma il 22 maggio 1667.
Si svolse nella Cappella Sistina dal 2 giugno al 20 giugno e, venne eletto papa il cardinale Giulio Rospigliosi, che assunse il nome di Clemente IX. L'elezione venne annunciata dal cardinale protodiacono Rinaldo d'Este.

## Situazione precedente
Dopo la sua elezione, Alessandro VII si era inizialmente opposto al nepotismo, rifiutandosi di nominare un cardinal nepote. I membri del Collegio cardinalizio lo esortarono a riconsiderare la nomina di membri della sua famiglia a posizioni di potere, ed egli alla fine cedette, nominando altri membri della sua famiglia Chigi nel governo papale e nominando un cardinale nipote (Flavio Chigi).
Le relazioni diplomatiche tra la Francia e lo Stato Pontificio peggiorarono durante il pontificato di Alessandro. La Francia aveva invaso Avignone nel 1664 dopo uno scontro tra l'ambasciatore francese presso la Santa Sede e le truppe papali; l'esercito transalpino lasciò Avignone solo dopo aver ricevuto le scuse di Alessandro. Il cardinale Mazzarino, capo del governo francese, sollecitò ulteriormente Alessandro a creare altri cardinali francesi, ma egli non lo fece. Durante il suo pontificato Alessandro creò 40 nuovi cardinali, di cui 33 italiani.
All'interno del Collegio cardinalizio, una fazione di cardinali non fedeli a nessuna delle monarchie cattoliche era chiamata Squadrone Volante ed era sorta durante il conclave del 1655. Il nome fu dato per il loro sostegno ai candidati che ritenevano avessero in mente i migliori interessi del papato piuttosto che ai candidati sostenuti dai monarchi secolari. Cristina, regina di Svezia, che aveva abdicato al trono svedese e si era trasferita a Roma prima di convertirsi alla Chiesa cattolica, servì come sostenitrice secolare del gruppo, e divenne particolarmente vicina a Decio Azzolino.
Papa Alessandro VII morì il 22 maggio 1667: in quel momento, il Collegio aveva raggiunto la sua capacità massima di 70 membri. Tra la sua morte e l'apertura del conclave, due cardinali si spensero e quattro dovevano ancora arrivare a Roma. Il 2 giugno si riunì il conclave in cui entrarono 61 cardinali raggiunti, in seguito, da ulteriori tre. Dai conclavi del 1605, il Collegio aveva sempre mantenuto 60 o più membri, e l'affollamento era diventato un problema. Il Collegio discusse sull'opportunità di tenere il conclave in altro loco, viste le preoccupazioni per l'affollamento e la morte di cardinali nei conclavi precedenti, ma i porporati più anziani insistettero per tenere il conclave in Vaticano.

## Svolgimento
Alessandro VII aveva creato 34 dei cardinali presenti durante il conclave del 1667. Di questi, dieci non accettarono Flavio Chigi, cardinale nipote di Alessandro, come loro capo perché il suo stile di vita era considerato sconveniente. Sedici dei cardinali presenti al conclave erano creazioni di Urbano VIII, e tutti accettarono di seguire la guida di Antonio Barberini, un nipote di Urbano. Il conclave fu dominato dai partiti fedeli ai cardinali nipoti, mentre gli elettori fedeli ai vari monarchi o membri della Squadra Volante rimasero divisi, scindendosi equamente tra i due partiti più grandi capeggiati dai nipoti. I francesi avevano otto elettori a loro fedeli, gli spagnoli ne avevano sei, mentre la Squadra Volante ne aveva undici.
Fin dall'inizio del conclave, Giulio Rospigliosi è stato considerato il papabile con le maggiori possibilità. A lui non si opponeva nessuna delle principali fazioni del conclave. Inizialmente, i francesi cercarono di nascondere il fatto che sostenevano Rospigliosi e promossero Scipione Pannocchieschi d'Elci per il papato, in modo da permettere agli spagnoli di sostenere Rospigliosi, che era in buoni rapporti con il governo iberico. Gli spagnoli, tuttavia, inizialmente preferirono l'elezione di Francesco Barberini, un altro nipote di Urbano VIII.
L'altro candidato forte all'inizio del conclave era Girolamo Farnese: questi però non era gradito alla Squadra Volante, che fece sapere al collegio cardinalizio che Rospigliosi e d'Elci erano le uniche opzioni possibili. Flavio Chigi promosse d'Elci come candidato, ma quest'ultimo fu considerato troppo zelante da alcuni elettori.
La mattina del 20 giugno 1667 Rospigliosi ricevette cinque voti durante il primo scrutinio. Negli scrutini delle settimane precedenti aveva ricevuto al massimo 10 voti. Tra lo scrutinio del mattino e quello della sera, Charles d'Albert d'Ailly, ambasciatore di Francia a Roma, promise a Flavio Chigi un reddito dalla Francia se avesse convinto i suoi sodali a votare per Rospigliosi. Chigi accettò quindi di convincere gli elettori a lui fedeli a votare per il candidato filo-francese.
Allo scrutinio della sera stessa, Rospigliosi ricevette 61 voti e fu eletto papa col nome Clemente IX; egli fu l'ultimo papa a provenire dalla Toscana. Al termine del conclave, sia la Francia che la Spagna ritennero di essere riuscite a eleggere il papa che volevano. Rospigliosi, che fu incoronato il 26 giugno 1667, nella basilica patriarcale Vaticana, dal cardinale Rinaldo d'Este, protodiacono di San Nicola alle Carceri, scelse il motto aliis non sibi clemens, cioè "clemente con gli altri, ma non con se stesso".

## Composizione del Sacro Collegio

### Cardinali presenti in conclave
| Nome                                    | Paese                     | Titolo                                                                  | Ruolo | Nascita    | Concistoro |
| --------------------------------------- | ------------------------- | ----------------------------------------------------------------------- | --- | ---------- | ---------- |
| Francesco Barberini                     | Granducato di Toscana     | Cardinale vescovo di Ostia e Velletri                                   | Decano del Collegio cardinalizio; Governatore di Velletri; Segretario della Congregazione della Romana e Universale Inquisizione; Arciprete della Basilica di San Pietro in Vaticano; Vice-Cancelliere di Santa Romana Chiesa     | 23/09/1597 | 02/10/1623 |
| Antonio Bichi                           | Granducato di Toscana     | Cardinale presbitero di Sant'Agostino                                   | Vescovo di Osimo | 30/03/1614 | 09/04/1657 |
| Girolamo Boncompagni                    | Regno di Napoli           | Cardinale presbitero dei santi Marcellino e Pietro                      | Arcivescovo metropolita di Bologna | 23/03/1622 | 14/01/1664 |
| Alderano Cybo                           | Repubblica di Genova      | Cardinale presbitero di Santa Pudenziana                                | Vescovo di Jesi | 16/07/1613 | 06/03/1645 |
| Scipione Pannocchieschi                 | Granducato di Toscana     | Cardinale presbitero di Santa Sabina                                    | Arcivescovo metropolita di Pisa | 28/06/1598 | 09/04/1657 |
| Carlo Bonelli                           | Stato Pontificio          | Cardinale presbitero di Sant'Anastasia                                  | Nunzio apostolico in Spagna | 04/10/1612 | 14/01/1664 |
| Ulderico Carpegna                       | Stato Pontificio          | Cardinale vescovo di Albano                                             | | 24/06/1596 | 28/11/1633 |
| Angelo Celsi                            | Stato Pontificio          | Cardinale diacono di San Giorgio in Velabro                             | Prefetto della Congregazione del Concilio | 08/09/1600 | 14/01/1664 |
| Flavio Chigi                            | Granducato di Toscana     | Cardinale presbitero di Santa Maria del Popolo                          | Legato apostolico di Avignone; Archivista di Santa Romana Chiesa; Bibliotecario di Santa Romana Chiesa; Prefetto del Supremo Tribunale della Segnatura Apostolica; Arciprete della Basilica di San Giovanni in Laterano           | 10/05/1631 | 09/04/1657 |
| Stefano Durazzo                         | Repubblica di Genova      | Cardinale presbitero di San Lorenzo in Lucina                           | Cardinale protopresbitero; Arcivescovo emerito di Genova | 05/08/1594 | 28/11/1633 |
| Jean-François Paul de Gondi             | Regno di Francia          | Cardinale presbitero di Santa Maria sopra Minerva                       | Arcivescovo metropolita di Parigi; Abate commendatario di Buzay | 20/09/1613 | 19/02/1652 |
| Giannicolò Conti                        | Stato Pontificio          | Cardinale presbitero di Santa Maria in Traspontina                      | Vescovo di Ancona e Numana; Vice-Camerlengo della Camera Apostolica | 01/06/1617 | 14/01/1664 |
| Neri Corsini                            | Granducato di Toscana     | Cardinale presbitero dei Santi Nereo e Achilleo                         | Tesoriere generale della Camera Apostolica | 01/08/1614 | 14/01/1664 |
| Giovanni Dolfin                         | Repubblica di Venezia     | Cardinale presbitero di San Salvatore in Lauro                          | Patriarca di Aquileia | 22/04/1617 | 07/03/1667 |
| Giulio Spinola                          | Repubblica di Genova      | Cardinale presbitero dei Santi Silvestro e Martino ai Monti             | Nunzio apostolico in Austria; Vescovo di Imola | 13/05/1612 | 15/02/1666 |
| Paolo Savelli                           | Stato Pontificio          | Cardinale diacono di Santa Maria della Scala                            | | 18/11/1622 | 14/01/1664 |
| Odoardo Vecchiarelli                    | Stato Pontificio          | Cardinale diacono dei Santi Cosma e Damiano                             | Vescovo di Rieti | 15/08/1613 | 16/12/1641 |
| Louis II de Bourbon-Vendôme             | Regno di Francia          | Cardinale diacono di Santa Maria in Portico Campitelli                  | Abate commendatario di Saint-Honorat de Lérins | 16/10/1612 | 07/03/1667 |
| Luigi Alessandro Omodei                 | Ducato di Milano          | Cardinale presbitero dei Santi Bonifacio e Alessio                      | Provvisore generale delle fortezze dello Stato Pontificio | 08/12/1608 | 19/02/1652 |
| Pietro Vito Ottoboni                    | Repubblica di Venezia     | Cardinale presbitero di San Marco                                       | Datario di Sua Santità; futuro papa Alessandro VIII nel 1689 | 22/04/1610 | 19/02/1652 |
| Cesare Facchinetti                      | Stato Pontificio          | Cardinale presbitero dei Santi Quattro Coronati                         | Vescovo di Spoleto | 29/09/1608 | 13/07/1643 |
| Girolamo Grimaldi-Cavalleroni           | Repubblica di Genova      | Cardinale presbitero di Sant'Eusebio                                    | Arcivescovo metropolita di Aix; Abate commendatario di Saint-Florent de Saumur | 20/08/1597 | 13/07/1643 |
| Carlo Rossetti                          | Stato Pontificio          | Cardinale presbitero di San Silvestro in Capite                         | Vescovo di Faenza | 16/03/1614 | 13/07/1643 |
| Marcello Santacroce                     | Stato Pontificio          | Cardinale presbitero di Santo Stefano al Monte Celio                    | Vescovo di Tivoli | 07/06/1619 | 19/02/1652 |
| Girolamo Farnese                        | Stato Pontificio          | Cardinale presbitero di Sant'Agnese fuori le mura                       | Duca di Latera | 03/09/1599 | 09/04/1657 |
| Lorenzo Imperiali                       | Repubblica di Genova      | Cardinale presbitero di San Crisogono                                   | Governatore di Roma | 21/02/1612 | 19/02/1652 |
| Ernst Adalbert von Harrach              | Sacro Romano Impero       | Cardinale presbitero di Santa Prassede                                  | Arcivescovo metropolita di Praga; Principe-vescovo di Trento | 04/11/1598 | 19/01/1626 |
| Giacomo Franzoni                        | Repubblica di Genova      | Cardinale diacono di Santa Maria in Aquiro                              | Vescovo di Camerino | 05/12/1612 | 29/04/1658 |
| Giberto Borromeo                        | Ducato di Milano          | Cardinale presbitero dei Santi Giovanni e Paolo                         | Segretario emerito della Congregazione della Sacra Consulta | 28/09/1615 | 19/02/1652 |
| Gregorio Barbarigo                      | Repubblica di Venezia     | Cardinale presbitero di San Tommaso in Parione                          | Vescovo di Padova | 16/09/1625 | 05/04/1660 |
| Alfonso Litta                           | Ducato di Milano          | Cardinale presbitero di Santa Croce in Gerusalemme                      | Arcivescovo metropolita di Milano | 19/09/1608 | 14/01/1664 |
| Francesco Maria Mancini                 | Stato Pontificio          | Cardinale diacono dei Santi Vito, Modesto e Crescenzia                  | Abate commendatario di Chaise-Dieu | 20/10/1606 | 05/04/1660 |
| Giacomo Filippo Nini                    | Granducato di Toscana     | Cardinale presbitero di Santa Maria della Pace                          | Prefetto del Palazzo Apostolico; Segretario dei Memoriali; Arcivescovo titolare di Corinto | 06/05/1629 | 14/01/1664 |
| Friedrich von Hessen-Darmstadt          | Sacro Romano Impero       | Cardinale diacono di San Cesareo in Palatio                             | | 28/02/1616 | 19/02/1652 |
| Francesco Albizzi                       | Stato Pontificio          | Cardinale presbitero di Santa Maria in Via                              | Camerlengo del Collegio Cardinalizio | 24/10/1593 | 02/03/1654 |
| Ottavio Acquaviva d'Aragona             | Regno di Napoli           | Cardinale presbitero di Santa Cecilia                                   | Legato apostolico emerito di Romagna | 23/09/1609 | 02/03/1654 |
| Decio Azzolino                          | Stato Pontificio          | Cardinale diacono di Sant'Adriano al Foro                               | Segretario della Congregazione Concistoriale | 11/04/1623 | 02/03/1654 |
| Pietro Vidoni                           | Ducato di Milano          | Cardinale presbitero di San Callisto                                    | Vescovo di Lodi | 08/11/1610 | 05/04/1660 |
| Giovanni Battista Maria Pallotta        | Stato Pontificio          | Cardinale vescovo di Frascati                                           | | 02/02/1594 | 19/11/1629 |
| Paluzzo Paluzzi Altieri degli Albertoni | Stato Pontificio          | Cardinale presbitero dei Santi XII Apostoli                             | Vescovo di Montefiascone e Corneto; Pro-Vicario generale di Sua Santità per la Diocesi di Roma | 08/06/1623 | 14/01/1664 |
| Francesco Maria Brancaccio              | Regno di Napoli           | Cardinale vescovo di Sabina                                             | Vescovo di Viterbo e Tuscania | 15/04/1592 | 28/11/1633 |
| Girolamo Buonvisi                       | Repubblica di Lucca       | Cardinale presbitero di San Girolamo dei Croati                         | Vescovo di Lucca; Legato apostolico di Ferrara | 22/05/1607 | 09/04/1657 |
| Virginio Orsini                         | Stato Pontificio          | Cardinale presbitero di Santa Maria degli Angeli                        | Sovrintendente alla riedificazione delle Mura Leonine | 17/01/1615 | 16/12/1641 |
| Innico Caracciolo                       | Regno di Napoli           | Cardinale presbitero di San Clemente                                    | Arcivescovo metropolita di Napoli | 07/03/1607 | 15/02/1666 |
| Federico Sforza                         | Stato Pontificio          | Cardinale presbitero di San Pietro in Vincoli                           | Archimandrita del Santissimo Salvatore | 20/01/1603 | 06/03/1645 |
| Benedetto Odescalchi                    | Ducato di Milano          | Cardinale presbitero di Sant'Onofrio; futuro papa Innocenzo XI nel 1676 | Vescovo emerito di Novara | 19/05/1611 | 06/03/1645 |
| Marzio Ginetti                          | Stato Pontificio          | Cardinale vescovo di Porto e Santa Rufina                               | Vicario generale di Sua Santità; Prefetto della Congregazione dell'Indice dei Libri Proibiti; Prefetto della Congregazione dei Riti; Prefetto della Congregazione dei Vescovi e Regolari                                          | 07/02/1586 | 19/01/1626 |
| Antonio Barberini                       | Stato Pontificio          | Cardinale vescovo di Palestrina                                         | Camerlengo di Santa Romana Chiesa; Arciprete della Basilica Liberiana di Santa Maria Maggiore; Prefetto della Congregazione di Propaganda Fide; Abate commendatario di Subiaco; Cardinale protettore dell'Almo collegio Capranica | 05/08/1607 | 30/08/1627 |
| Carlo Carafa della Spina                | Stato Pontificio          | Cardinale presbitero di Santa Susanna                                   | Legato apostolico di Bologna | 21/04/1611 | 14/01/1664 |
| Cesare Maria Antonio Rasponi            | Stato Pontificio          | Cardinale presbitero di San Giovanni a Porta Latina                     | Legato apostolico di Urbino | 15/07/1615 | 14/01/1664 |
| Carlo Roberti                           | Stato Pontificio          | Cardinale presbitero di Santa Maria in Ara Coeli                        | Nunzio apostolico in Francia | 15/08/1605 | 15/02/1666 |
| Giulio Gabrielli                        | Stato Pontificio          | Cardinale presbitero di Santa Prisca                                    | Vescovo di Ascoli Piceno | 06/01/1603 | 16/12/1641 |
| Rinaldo d'Este                          | Ducato di Modena e Reggio | Cardinale diacono di San Nicola in Carcere                              | Cardinale protodiacono; Vescovo di Reggio Emilia; Abate commendatario di Cluny | 10/08/1617 | 16/12/1641 |
| Giovanni Stefano Donghi                 | Repubblica di Genova      | Cardinale diacono di Sant'Agata alla Suburra                            | Vescovo di Ferrara | 12/12/1608 | 13/07/1643 |
| Giulio Rospigliosi                      | Granducato di Toscana     | Cardinale presbitero di San Sisto; eletto papa                          | Cardinale Segretario di Stato di Sua Santità; Arcivescovo titolare di Tarso | 27/01/1600 | 09/04/1657 |
| Giambattista Spada                      | Repubblica di Lucca       | Cardinale presbitero di San Marcello                                    | Camerlengo emerito del Collegio Cardinalizio | 28/08/1597 | 02/03/1654 |
| Celio Piccolomini                       | Granducato di Toscana     | Cardinale presbitero di San Pietro in Montorio                          | Legato apostolico di Romagna | 15/05/1609 | 14/01/1664 |
| Paolo Emilio Rondinini                  | Stato Pontificio          | Cardinale diacono di Santa Maria in Cosmedin                            | Vescovo di Assisi | 26/06/1617 | 13/07/1643 |
| Lorenzo Raggi                           | Repubblica di Genova      | Cardinale presbitero dei Santi Quirico e Giulitta                       | Pro-Camerlengo di Santa Romana Chiesa | 24/06/1615 | 07/03/1647 |
| Francesco Maidalchini                   | Stato Pontificio          | Cardinale diacono di Santa Maria in Via Lata                            | | 21/04/1631 | 07/03/1647 |
| Carlo Barberini                         | Stato Pontificio          | Cardinale diacono di Sant'Angelo in Pescheria                           | | 01/06/1630 | 23/06/1653 |
| Carlo Pio di Savoia                     | Stato Pontificio          | Cardinale diacono di Sant'Eustachio                                     | Abate commendatario di Santa Maria in Silvis | 07/04/1622 | 02/03/1654 |
| Carlo Gualterio                         | Stato Pontificio          | Cardinale diacono di San Pancrazio fuori le mura                        | Arcivescovo metropolita di Fermo | 20/04/1613 | 02/03/1654 |
| Niccolò Albergati-Ludovisi              | Stato Pontificio          | Cardinale presbitero di Santa Maria in Trastevere                       | Penitenziere Maggiore | 15/09/1608 | 06/03/1645 |

### Cardinali assenti
- Pascual de Aragón-Córdoba-Cardona y Fernández de Córdoba
- Vitaliano Visconti
- Guidobaldo Thun, arcivescovo di Salisburgo
- Luis Guillermo de Moncada de Aragón Luna de Peralta y de la Cerda, duca di Bivona